# Mbombela
Mbombela (bis 4. Quartal 2009 Nelspruit), ist die Hauptstadt der Provinz Mpumalanga in Südafrika. 2011 hatte die Stadt 58.672 Einwohner.
Die Stadt Nelspruit wurde 1891 nach den Gebrüdern Nel benannt, deren Viehherden hier jeden Winter grasten. Der Name Mbombela, den die Stadt 2010 erhielt, bedeutet auf Siswati „viele Menschen an einem kleinen Ort“. Diesen Namen hatte zuvor eine Township nordöstlich von Nelspruit getragen, deren Bewohner in den 1960er und 1970er Jahren zwangsweise umgesiedelt worden waren.

## Geographie
Mbombela liegt im Lowveld am Crocodile River, etwa 330 Kilometer östlich von Johannesburg an der Autobahn N4 und 60 Kilometer westlich der Grenze zu Mosambik. In der Kernstadt hat Mbombela etwa 24.000, zusammen mit Vororten und den ehemaligen Townships KaNyamazane, Msogwaba, Mpakeni und Matsulu etwa 220.000 Einwohner.
Mbombela ist Handels- und Dienstleistungszentrum der umliegenden Tabak- und Obstanbauregion und verfügt unter anderem über weiterverarbeitende Industrie, vor allem für Zitrusfrüchte, Mangos, Nüsse und Bananen.
Neben dem Bahnhof Nelspruit an der Bahnstrecke Pretoria–Maputo verfügt Mbombela mit dem Kruger Mpumalanga International Airport über wichtige Verkehrsanbindungen nach Johannesburg und Kapstadt, die auch von Besuchern des etwa 50 Kilometer entfernt liegenden Kruger-Nationalparks frequentiert wird. Für Menschen aus Mosambik und Eswatini dient die Stadt als überregionales Versorgungszentrum.

## Geschichte
Die Südafrikanische Republik (ZAR) unter Präsident Paul Kruger hatte den Wunsch nach Zugang zu einem Seehafen über eine Bahnstrecke, die unabhängig von der britischen Krone war. Der Bau dieser Strecke war maßgeblich für Mbombelas frühe Entwicklung. Die Delagoabahn zwischen Pretoria und dem heutigen Maputo erreichte das damalige Nelspruit 1892.
Während des Zweiten Burenkriegs diente Nelspruit im Jahre 1900 kurzzeitig als Regierungssitz der ZAR. Offiziell gegründet wurde der Ort erst am 27. Januar 1905.
Mbombela war Austragungsort von vier Gruppenspielen der Fußball-Weltmeisterschaft 2010, der Südafrikanischen Straßen-Radmeisterschaften 2012 sowie Spielort der Fußball-Afrikameisterschaft 2013.

## Sehenswürdigkeiten
- Der Lowveld National Botanical Garden im Norden Mbombelas ist besonders im Frühjahr und Sommer ein Blütenmeer tropischer und subtropischer Pflanzen.
- Das Mbombela-Stadion, Austragungsort der Fußball-Weltmeisterschaft 2010, befindet sich etwa sieben Kilometer westlich vom Stadtzentrum. Es bietet 46.000 Zuschauern Platz.
- Das Emnotweni Casino liegt etwas außerhalb der Stadt an der Straße nach White River.

## Persönlichkeiten
- West Nkosi (1940–1998), Musiker und Musikproduzent
- Cliff Drysdale (* 1941), Tennisspieler
- Lucas Thwala (* 1981), Fußballspieler
- Duane Vermeulen (* 1986), Rugbyspieler
- Phil-Mar van Rensburg (* 1989), Speerwerfer
- Faf de Klerk (* 1991), Rugby-Union-Spieler
- Willie Smit (* 1992), Radrennfahrer